# Beschicker

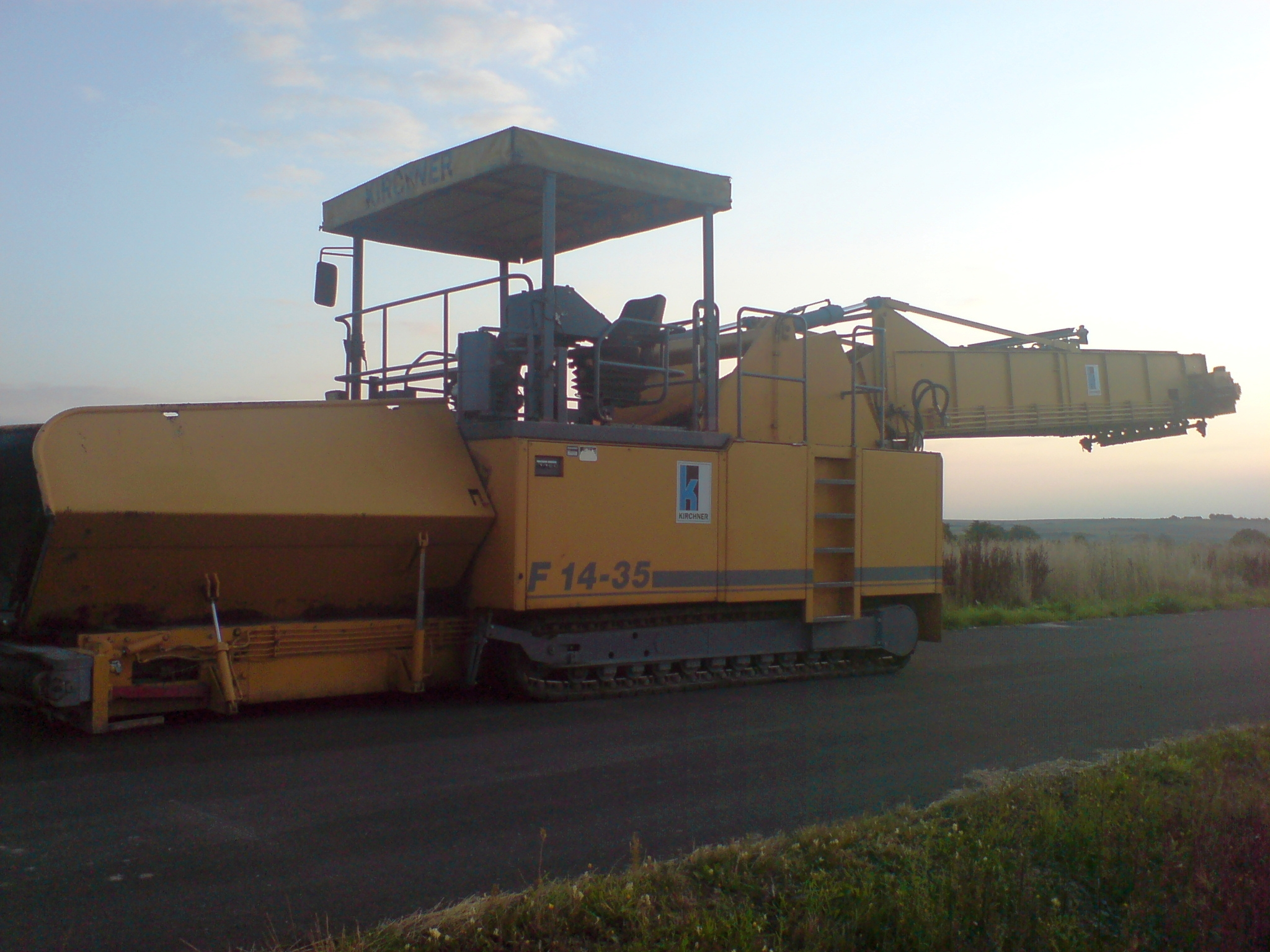
Beschicker auf Baustelle. Der von Kirchner gebaute Maschinentyp F14-35 basierte auf Technik der Joseph Vögele. Die Serie wurde später von Dynapac zum MF 300 weiter entwickelt.

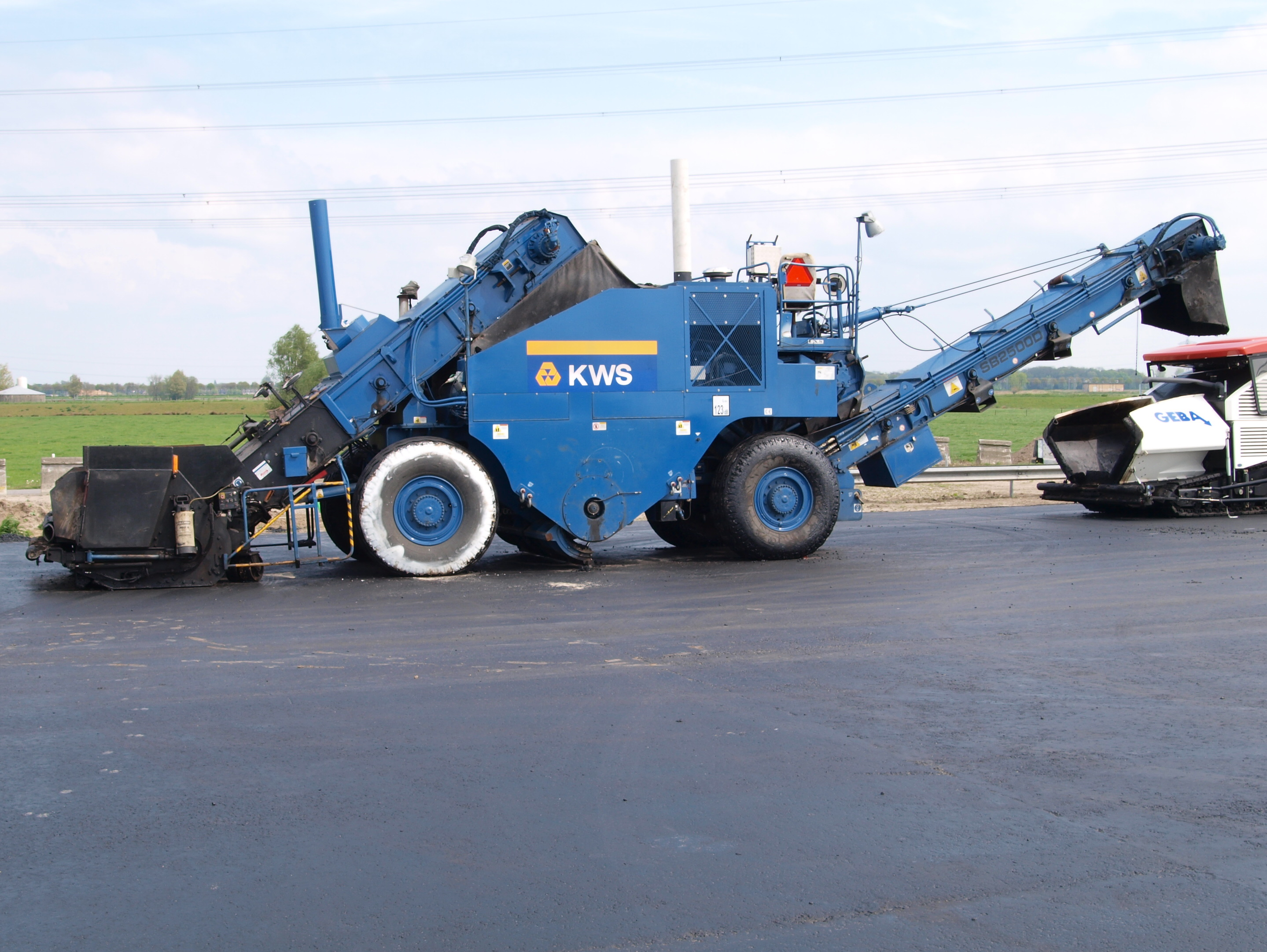
Radbeschicker vom amerikanischen Hersteller Roadtec. Typ Shuttle Buggy SB2500D.

Als Beschicker oder Übergabegerät wird eine Baumaschine bezeichnet, die zur unterbrechungsfreien Versorgung von Asphaltfertigern mit Asphaltmischgut dient. Zu diesem Zweck wird der Beschicker zwischen Asphaltfertiger und Kipperfahrzeug angeordnet. Im Aufnahmebehälter wird das Mischgut zwischengepuffert und kontinuierlich über ein gegebenenfalls beheizbares Förderband an den Fertiger weitergegeben. Auf diese Weise kann die Leistung des Asphaltfertigers optimiert werden, da ein kontinuierlicher Arbeitsprozess erreicht wird. Zudem werden Stöße, die beim Anfahren des Lastkraftwagens an den Aufnahmebehälter des Fertigers entstehen und so die Längsebenheit der neuen Straße beeinträchtigen können, deutlich abgeschwächt.
Beschicker können mit Rad- oder Kettenlaufwerken ausgestattet sein. Das Förderband ist starr oder beweglich (für seitliche Materialübergabe) ausgeführt.
In Deutschland wird der Einsatz eines Beschickers bei Bundesfernstraßen in der Regel vertraglich gefordert.